# Сельское поселение Островное
Се́льское поселе́ние Островное — муниципальное образование в Билибинском районе Чукотского автономного округа Российской Федерации.
Административный центр — село Островное.

## История
Статус и границы сельского поселения установлены Законом Чукотского автономного округа от 29 ноября 2004 года № 43-ОЗ «О статусе, границах и административных центрах муниципальных образований на территории Билибинского района Чукотского автономного округа»

## Население
| 2010 | 2011 | 2012 | 2013 | 2014 | 2015 | 2016 |
| ---- | ---- | ---- | ---- | ---- | ---- | ---- |
| 384  | ↘383 | ↘379 | ↘377 | ↗389 | ↘385 | ↘379 |
| 2017 | 2018 | 2020 | 2021 | 2023 |      |      |
| ↗381 | ↘376 | ↘369 | ↘321 | ↗333 |      |      |

## Состав сельского поселения
| № | Населённый пункт | Тип населённого пункта       | Население |
| - | ---------------- | ---------------------------- | --------- |
| 1 | Островное        | село, административный центр | ↗333      |